# Raška (regio)
Raška (Rascië, Rascia, Servisch: Рашка, Raška) was de centrale en meest succesvolle staat (župa, geregeerd door een župan) in middeleeuws Servië, die meerdere Servische stammen in de Balkan verenigde.
In De Administrando Imperio beschrijft Constantijn VII Porphyrogenitos Raška als bevolkt door Serven vanaf het begin van de 7e eeuw. In dat werk schrijft hij dat de Serven de gebieden Raška, Zahumlje, Trebounia/Travunia, Zeta/Duklja, Bosnië en Paganië bewoonden. De eerste Slaven in de Balkan (6e eeuw) plunderden en roofden nog, maar later bewaakten ze de grenzen van het Byzantijnse Rijk als foederati, waaronder ook de Serven en Kroaten (aldus Constantijn VII).
Vanaf de vroege 7e eeuw is de geschiedenis van Raška onlosmakelijk verbonden met het Huis Vlastimirović, genoemd naar knez Vlastimir, de achter-achterkleinzoon van de Onbekende Archont, die de Serven van Wit-Servië (heden Oekraïne, Polen en Slowakije) naar de Balkan leidde. Een andere zeer invloedrijke dynastie in Raška is de dynastie der Nemanjiden.
Hedendaags Raška is het gebied van zuid-centraal Servië, in het district Raška van Servië en Montenegro. Raška wordt ook Sandžak genoemd door Slavische moslims.